# 布里根德格河
布里根德格河（英語：Burhi Gandak River）是南亞的河流，屬於恆河的支流，發源自喜馬拉雅山脈，流經尼泊爾和印度，河道全長500公里，河水用作灌漑用途。